# Таран Григорій Афанасійович
Григорій Афанасійович Таран (16 червня 1937, Нікополь) — радянський легкоатлет. Срібний призер чемпіонату СРСР із бігу на довгі дистанції. Багаторазовий чемпіон УРСР. Ексрекордсмен світу у бігу на 3000 метрів із перешкодами (1961). Майстер спорту СРСР міжнародного класу.

## Біографія
Григорій Афанасійович Таран народився у місті Нікополь Дніпропетровської області. Його батько був ковалем. Григорій закінчив у рідному місті середню школу. Там і досі висить меморіальна дошка з його портретом та відомостями. Тренувався під керівництвом Володимира Дмитровича Бредіхіна. Закінчивши школу, поїхав до Києва вступати до Київського інституту фізичної культури, виступав за спортивне товариство «Динамо».
В інституті його тренером був Козлов. Цілу зиму вони готувалися до змагань. І, несподівано для всіх, 28 травня 1961 року молодий нікому невідомий спортсмен встановив світовий рекорд — 8 хвилин і 31,2 секунди, випередивши поляка Здзіслава Кшишковяка та радянського спортсмена Миколу Соколова.
Також Таран збирався їхати на олімпіаду 1964 року в Токіо, але пошкодив ахіллове сухожилля та пішов зі спорту, присвятивши себе тренерській роботі.
У Києві він зустрів своє кохання з яким прожив уже 57 років, виховавши дочку та двох онуків, при цьому його дочка і сама подавала багато надій у легкій атлетиці, але вирішила піти в медицину і стала педіатром.
Таран проживає зараз із родиною у м. Ржищів, Україна.